# Perelesnoje
Perelesnoje (russisch Перелесное, deutsch Pagelienen, litauisch Pagelynai) ist ein Ort in der russischen Oblast Kaliningrad. Er gehört zur kommunalen Selbstverwaltungseinheit Stadtkreis Tschernjachowsk im Rajon Tschernjachowsk.
Zu Perelesnoje gehören auch die Überbleibsel des ehemaligen Kauschen/Horstenau.

## Geographische Lage
Perelesnoje liegt sechs Kilometer nördlich der Stadt Tschernjachowsk (Insterburg) an der Regionalstraße 27A-009 (ex A197). Der Ort war vor 1945 Bahnstation an der Bahnstrecke Insterburg–Groß Skaisgirren der Insterburger Kleinbahnen. Heute besteht Bahnanschluss über Tschernjachowsk.

## Geschichte
Seine erste Erwähnung erfuhr das kleine Dorf Pagelienen im Jahre 1584. Als Landgemeinde wurde der Ort 1874 in den neu errichteten Amtsbezirk Szieleitschen (1938–1946: Schieleitschen, heute nicht mehr existent) aufgenommen. Er gehörte auch nach Umbenennungen 1930 in „Amtsbezirk Geswethen“ bzw. 1938 in „Amtsbezirk Landwehr (Ostpr.)“ zum Kreis Insterburg im Regierungsbezirk Gumbinnen der preußischen Provinz Ostpreußen.
Pagelienen hatte 1910 insgesamt 235 Einwohner. Ihre Zahl verringerte sich bis 1933 auf 211 und betrug 1939 nur noch 199.
Im Jahre 1945 kam Pagelienen mit dem nördlichen Ostpreußen zur Sowjetunion. 1947 erhielt der Ort die russische Bezeichnung „Perelesnoje“ und wurde gleichzeitig dem Dorfsowjet Kaluschski selski Sowet im Rajon Tschernjachowsk zugeordnet. 1954 gelangte der Ort in den  Majowski selski Sowet. 1997 kam Pereslesnoje zum Dorfbezirk Kalinowski selski okrug. Von 2008 bis 2015 gehörte der Ort zur Landgemeinde Kaluschskoje selskoje posselenije und seither zum Stadtkreis Tschernjachowsk.

## Kirche
Mehrheitlich war die Bevölkerung Pagelienens vor 1945 evangelischer Konfession. Das Dorf gehörte zum Kirchspiel der Kirche Georgenburg (heute russisch: Majowka) im Kirchenkreis Insterburg in der Kirchenprovinz Ostpreußen der Kirche der Altpreußischen Union. Heute liegt Perelesnoje im Einzugsbereich der neu entstandenen evangelisch-lutherischen Gemeinde in der Stadt Tschernjachowsk (Insterburg), der Pfarrgemeinde für die Kirchenregion Tschernjachowsk in der Propstei Kaliningrad der Evangelisch-lutherischen Kirche Europäisches Russland.